# 爱德华·芬顿
爱德华·芬顿（英語：Edward Fenton），（？—1603年），文艺复兴时期欧洲航海家和探险家。16世纪后期至17世纪初期，他曾与英国航海家马丁·弗罗比舍一道多年航海于北大西洋，试图发现一条西北航道。

## 扩展阅读
- 本条目包含来自公有领域出版物的文本: Chisholm, Hugh (编).  (第11版). London: Cambridge University Press. 1911.

E. R. G. Taylor, The Troublesome Voyage of Captain Edward Fenton 1582–83, The Hakluyt Society/Cambridge University Press, 1959.